# Dysdaemonia undulensis
Dysdaemonia undulensis is een vlinder uit de onderfamilie Arsenurinae van de familie Saturniidae (nachtpauwogen).
De wetenschappelijke naam van de soort is voor het eerst geldig gepubliceerd door Ronald Brechlin & Frank Meister in 2009.